# Anton Watson
Anton Michael Watson (Idaho, 6 de outubro de 2000) é um jogador norte-americano de basquete profissional que atualmente joga no Boston Celtics da National Basketball Association (NBA) e com o Maine Celtics da G-League.
Ele jogou basquete universitário pela Universidade Gonzaga e foi selecionado pelos Celtics como a 54º escolha geral no draft da NBA de 2024.

## Carreira no ensino médio
Watson jogou basquete por quatro anos na Gonzaga Preparatory School em Spokane, Washington. Em sua segunda temporada, ele teve média de 19 pontos e foi nomeado o MVP da Greater Spokane League. Watson liderou sua equipe para um título de liga e uma terceira colocação no torneio estadual de Washington.
Em sua terceira temporada, ele teve médias de 23 pontos, 11 rebotes e 5 assistências, conquistando o título estadual e sendo nomeado o MVP do torneio. Watson também foi selecionado para a Primeira-Equipe de Washington pela USA Today.
Em sua última temporada, ele teve médias de 21,6 pontos, 7,1 rebotes e 3,8 assistências, ajudando o Gonzaga Prep a conquistar seu segundo título estadual consecutivo. Ele foi o MVP unânime do torneio estadual e reconhecido como o Jogador do Ano pela Associated Press e o Mr. Basketball de Washington.
Em 21 de junho de 2017, antes de sua última temporada, Watson se comprometeu a jogar basquete universitário pela Universidade Gonzaga. Ele também havia conversado com as universidades de Idaho, Washington e Washington State. Watson foi considerado um recrutamento de quatro estrelas e o segundo melhor jogador da classe de 2019 do estado de Washington.

## Carreira universitária
Em 5 de novembro de 2019, Watson fez sua estreia por Gonzaga, registrando 7 pontos, 5 rebotes e 4 assistências em uma vitória contra Alabama State. Ele anotou 15 pontos em uma vitória sobre North Dakota em 12 de novembro. Watson foi titular em quatro jogos enquanto Killian Tillie se recuperava de uma cirurgia no joelho.
Em 16 de janeiro de 2020, foi anunciado que Watson passaria por uma cirurgia no ombro e ficaria de fora pelo resto da temporada. Ele teve médias de 4,9 pontos e 3,1 rebotes em 15 jogos durante sua primeira temporada.

## Carreira profissional

### Boston/Maine Celtics (2024–Presente)
Em 27 de junho de 2024, Watson foi selecionado pelo Boston Celtics como a 54ª escolha geral no draft da NBA de 2024. Em 2 de agosto de 2024, ele assinou um contrato de mão dupla com os Celtics e com o Maine Celtics.

## Estatísticas da carreira
| Ano      | Equipe   | PJ  | PT | MPJ  | AP   | 3P   | LL   | RT  | AS  | BR  | TO | PPJ  |
| -------- | -------- | --- | -- | ---- | ---- | ---- | ---- | --- | --- | --- | -- | ---- |
| 2019–20  | Gonzaga  | 15  | 5  | 14.7 | .538 | .111 | .571 | 3.1 | 1.5 | 1.2 | .5 | 4.9  |
| 2020–21  | Gonzaga  | 32  | 17 | 18.9 | .631 | .150 | .650 | 3.3 | 1.2 | 1.2 | .6 | 6.9  |
| 2021–22  | Gonzaga  | 32  | 0  | 18.1 | .538 | .227 | .698 | 4.7 | 1.9 | 1.3 | .3 | 7.3  |
| 2022–23  | Gonzaga  | 37  | 37 | 29.1 | .608 | .333 | .548 | 6.2 | 2.4 | 1.8 | .7 | 11.1 |
| 2023–24  | Gonzaga  | 35  | 35 | 31.3 | .578 | .412 | .653 | 7.1 | 2.6 | 1.5 | .7 | 14.5 |
| Carreira | Carreira | 151 | 94 | 22.4 | .578 | .246 | .624 | 4.8 | 1.9 | 1.4 | .5 | 8.9  |

## Vida pessoal
O pai de Watson, Deon, jogou basquete universitário em Idaho (1990–94), onde detém o recorde de rebotes (877). Ele também jogou profissionalmente na Europa e na América do Sul. Seu irmão mais velho, Deon Jr., jogou futebol universitário na mesma universidade de seu pai (2013–16), como tight end e wide receiver. Sua irmã, Haile, jogou vôlei em Eastern Washington (2015) e em Fresno State (2016–18).